# LittleBigWhale
LittleBigWhale ou Trivia, de son vrai prénom Marianne, née le 13 novembre 1994, est une streameuse et chanteuse française. Elle est connue pour sa présence sur la plateforme Twitch, où elle figure parmi les streameuses francophones les plus suivies.

## Biographie

### Jeunesse et formation
Elle se passionne pour les jeux vidéo dès son plus jeune âge. Elle obtient un diplôme en management international d'une école de commerce en 2017,.

### Carrière dans le streaming
LittleBigWhale commence sa carrière de streameuse sur Twitch fin juillet 2017.
Elle est principalement connue pour ses parties de FPS (First Person Shooter) sur des battle royale, notamment PlayerUnknown's Battlegrounds (PUBG). Au fil des années, son stream se diversifie progressivement. De plus, elle organise régulièrement des karaoké les dimanches soirs,.
En 2024, sa chaîne Twitch compte plus de 600 000 followers, la plaçant parmi les streameuses françaises les plus suivies en France,.

### Reconnaissance
Elle est reconnue pour sa contribution à la visibilité des femmes dans le monde du streaming et du gaming compétitif en France. Elle est régulièrement invitée à participer à des événements et émissions mettant en avant les créatrices de contenu. Elle co-présente, en mars 2024, l'édition N°23 du Fight For Subs de ZeratoR, édition réservée aux femmes et aux genres marginalisés.
En 2020, elle est choisie pour être l'une des 34 nouveaux streameurs à devenir ambassadeurs Twitch. Les ambassadeurs Twitch sont des streameurs qui contribuent de manière positive à la communauté Twitch. En 2023, on en dénombre 172.
En juin 2024, lors de la cérémonie d'ouverture de la TwitchCon Rotterdam, LittleBigWhale reçoit le tout premier trophée Bleed Purple,, une récompense créée par Twitch pour les streameurs ayant atteint des scores de visionnage exceptionnels.

### Musique
Elle participe au concert organisé lors du ZEvent 2021. Le concert est suivi sur Twitch par plus de 100 000 spectateurs. En décembre 2021, elle sort un mini-album de reprises intitulé « Coverz » en collaboration avec PV Nova.
Lors du ZEvent 2022, elle revient sur scène pour le concert d'ouverture de l’évènement avec PV Nova et l’orchestre « Curieux »,. De ce concert, elle sort un nouvel EP « Coverz 2 »  en fin d'année 2023.
En janvier 2024, elle organise son premier concert « BroadWhale » à La Bellevilloise, sous forme de concert-karaoké.
Lors de sa troisième participation au concert du ZEvent 2024, elle partage la scène avec PV Nova et le groupe  « Dirty Towels ». Elle profite de ce concert pour chanter sa première composition: « Le Café de Maddy », co-réalisée avec PV Nova.
En février 2025, à la suite du succès de « BroadWhale », elle annonce une deuxième édition sous forme d'une mini-tournée, se déroulant dans plusieurs villes de France et se terminant au Trianon à Paris.
Le 8 mai 2025, lors du final au Trianon (également diffusé en direct sur Twitch), elle annonce la sortie de son tout premier EP: « Un million de choses ». Composé de sept titres, sa sortie est annoncée pour le 23 mai 2025. Elle dévoile alors en direct deux nouveaux titres.

### Événements et collaborations
Elle prend part à plusieurs éditions du ZEvent (2019, 2020, 2021, 2022 et 2024), l'un des plus grands évènements caritatifs du streaming français,,.
LittleBigWhale est également connue pour sa participation à d'autres événements caritatifs comme « Game 4 Animals », « MSF Quest » ou plus récemment « Streamers 4 Palestinians ».
Pour l'année 2018-2019, elle rejoint la web TV « JVTV », produite par le site Jeuxvideo.com, comme spécialiste des FPS.
De 2020 à 2024, elle a été la première femme ambassadrice pour la Team Vitality, une organisation esportive française.
Le 16 février 2025, elle host sur sa chaîne Twitch la «Curieuse soirée», un marathon caritatif et orchestral d'une durée de 6 heures au profit de l'association Canopée à l'initiative et en compagnie de «l'orchestre curieux» et avec de nombreux guest comme Zerator, PV Nova ou encore Camille Etienne. Cette soirée est un franc succès et permet de récolter près de 50 000 euros pour l'association,.